# ライリーアンドスコット

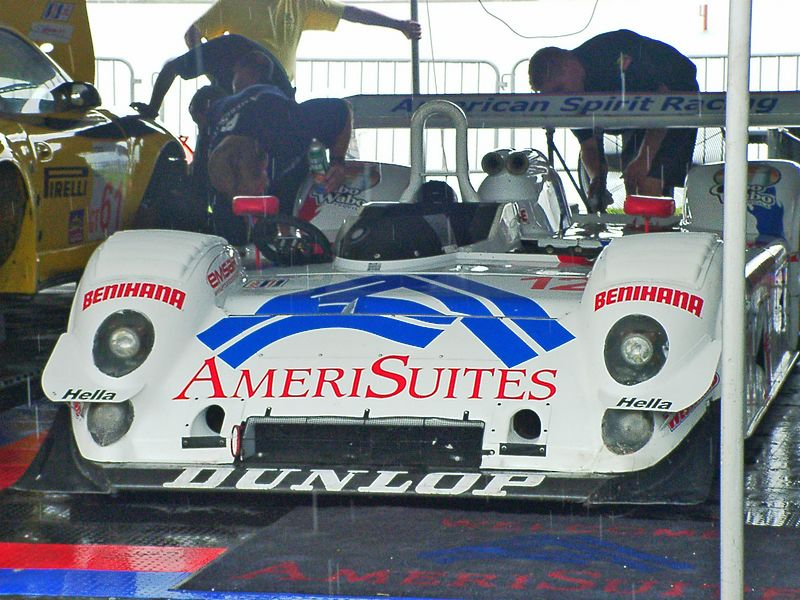
2003年のアメリカン・ル・マン・シリーズに出場したライリーアンドスコット・Mk III C

ライリーアンドスコット（Riley & Scott）は、アメリカ合衆国のレーシングコンストラクターでレーシングチーム。主にスポーツカーレースに参戦している。1990年にボブ・ライリーとマーク・スコットにより設立された。

## 歴史

### スポーツカーレース
ライリーアンドスコットの最初に手掛けた事業プログラムは、トランザム・シリーズに参戦する多くのレーシングチームに自社で開発したシャーシによるカスタム・カーを供給することであった。このシャーシはトランザム・シリーズで大きな成功を収めた。
間もなくライリーアンドスコットは、Mk IIIの車名で知られるようになるIMSA GT選手権のワールド・スポーツカーの開発に乗り出した。Mk IIIは1995年にデビューし、初年度は5戦に出走している。翌1996年のデイトナ24時間レースで悲願の初優勝を挙げ、フェラーリ・333SPに対抗できるライバル車としてスポーツカー・レーシング・ワールド・カップに参戦するヨーロッパのチームに納入された。
21世紀に入ると、ライリーアンドスコットはMk IIIのアーキテクチャーをベースとしたGMのシボレー・コルベット C5-Rとキャデラック・ノーススター LMPの開発を含むスポーツカー事業を拡大した。オリジナルのMk IIIも2001年にモデルチェンジし、2005年までレース参戦が継続されていた。

### インディ・レーシング・リーグ
1997年に新しいインディ・レーシング・リーグ（IndyCarの旧称）の新シャーシ・ビルダーの一つに選ばれた。MkVのインディカー・シャーシはライリーアンドスコットの他の製品のような競争力はなかったので、結局2001年にMkVが替わって投入されることとなった。その年のシリーズ・チャンピオンであったバディ・レイジアーによって2000年にフェニックスでライリーアンドスコット唯一の勝利を挙げた。

### 売却
レイナードは1999年の業務拡大の一環として、ライリーアンドスコットを買収した。しかしながら、レイナードは急速な業務拡大のつけで負債が増大して2002年に倒産した。レイナードが解体された時、ライリーアンドスコットもレイナードと一緒に解体された。共同設立者のボブ・ライリーは、レースカー製造の様々なプロジェクトを引き継ぐ、彼自身の会社であるライリー・テクノロジーズを同年に設立した。

## レースカー
| 年     | 車両                           | 車両 | シリーズ               | 備考                                                                                       |
| ------ | ------------------------------ | ---- | ---------------------- | ------------------------------------------------------------------------------------------ |
| 1991年 | ライリーアンドスコット・Mk I   |      | トランザム・シリーズ   | 車体はシボレー                                                                             |
| -      | ライリーアンドスコット・Mk II  |      | ロード・カー           | ハンター、カーボン・ファイバーボディワーク、ロードスター、シボレー製ビッグブロックエンジン |
| 1995年 | ライリーアンドスコット・Mk III |      | スポーツカー世界選手権 |                                                                                            |
| 1997年 | ライリーアンドスコット・Mk V   |      | インディカー・シリーズ |                                                                                            |
| 1999年 | キャデラック・ノーススター     |      | ル・マン・プロトタイプ |                                                                                            |
| 2000年 | ライリーアンドスコット・Mk VII |      | インディカー・シリーズ |                                                                                            |
| 2001年 | ライリーアンドスコット・VIII   |      | トランザム・シリーズ   | 車体はクヴァーレ・マングスタ                                                               |